# Larven
|  | Denne artikel er oprettet af botten Steenthbot ud fra en ekstern database. Den kan derfor have sproglige fejl eller mangler. Denne skabelon kan fjernes efter kontrol af indholdet. |

Larven er en dansk animationsfilm fra 2010. Filmen er en del af tv-serien Cirkeline i Fandango 2010 af Jannik Hastrup
Serien blev udsendt som en del af DR1's Børnetime i 2011.